# Pingdingshan
Pingdingshan (vereenvoudigd Chinees: 平顶山; traditioneel Chinees: 平頂山; pinyin: Píngdǐngshān) is een stad in de gelijknamige prefectuur in het midden van de Chinese provincie Henan.
Bij de volkstelling van 2020 had de stad 1.045.966 inwoners, de gehele prefectuur had 4.987.137 inwoners. Het westen van Pindingshan ligt vlak bij het Funiu-gebergte. De provinciehoofdstad Zhengzhou ligt ten noorden van Pingdingshan.
De Grote Boeddha van Lushan, het hoogste standbeeld van de wereld, is gelegen te Pingdingshan.

## Bestuurlijke verdeling
Pingdingshan is verdeeld in vier districten:
- Xinhua 新华区
- Weidong 卫东区
- Zhanhe 湛河区
- Shilong 石龙区

twee stadsarrondissementen:
- Ruzhou 汝州市
- Wugang 舞钢市

en vier arrondissementen:
- Baofeng 宝丰县
- Yexian/Ye 叶县
- Jiaxian/Jia 郏县
- Lushan 鲁山县